# Aeropuerto de Araçatuba
Aeropuerto de Araçatuba (IATA: ARU, OACI: SBAU), es el aeropuerto que da servicio a Araçatuba, Brasil. 
Es operado por ASP.

## Historia
El Aeropuerto Darío Guarita fue renovado en 1991.
El 15 de julio de 2021 se subastó la concesión del aeropuerto a la Socicam, bajo el nombre de Consórcio Aeroportos Paulista (ASP).  El aeropuerto fue operado anteriormente por DAESP.

## Aerolíneas y destinos
| Aerolíneas              | Destinos            |
| ----------------------- | ------------------- |
| Azul Brazilian Airlines | Campinas            |
| Gol Linhas Aéreas       | São Paulo–Guarulhos |

## Accidentes e incidentes
7 de octubre de 1983: un Embraer EMB 110C Bandeirante de TAM Airlines con matrícula PP-SBH que volaba desde Campo Grande y Urubupungá a Araçatuba chocó contra el suelo justo antes del umbral de la pista después de perder la aproximación en el aeropuerto de Araçatuba dos veces. Siete tripulantes y pasajeros murieron.

## Acceso
El aeropuerto está ubicado a 10 km (6 millas) del centro de Araçatuba.